# Erik Gannby
Erik Jakob Jonatan Gannby, född 20 november 1992, är en svensk tidigare handbollsspelare (högersexa). Efter handbollskarriären har han arbetat som fysioterapeut.
Gannby började karriären i Vinslövs HK, spelade sedan tre säsonger i IFK Kristianstad och gick 2012 till Hästö IF (som senare bytte namn till HIF Karlskrona) i handbollsallsvenskan. 2016 gick han till IFK Ystad i Handbollsligan. Efter en säsong bytte han klubb till VästeråsIrsta HF där han avslutade karriären 2019.
Gannby spelade år 2010 en U-landskamp för Sveriges U19-landslag.

## Klubbar
- Vinslövs HK (–2009)
- IFK Kristianstad (2009–2012)

→  Vinslövs HK (lån, 2012)
- HIF Karlskrona (2012–2016)
- IFK Ystad (2016–2017)
- VästeråsIrsta HF (2017–2019)